# Moura Budberg
Moura Budberg, née Maria Ignatievna Zakrevskaïa en février 1892 à Poltava et morte le 1er novembre 1974 à Terranuova Bracciolini, Italie, est une aristocrate russe et femme de lettres. Elle fut agent double et la maîtresse de Maxime Gorki et de Herbert-Georges Wells.

## Biographie
Maria, dite Moura, Zakrevskaïa est la fille d'un juriste et sénateur de l'Empire russe, Ignaty Platonovitch Zakrevski (1841-1905), qui fut nommé en 1894 haut-procureur du premier département (celui de la justice) du Sénat et publia plusieurs articles concernant le droit. Elle épouse en 1911 Johann von Benckendorff, un diplomate issu de la prestigieuse famille germano-balte des Benckendorff, dont plusieurs membres donnèrent de hauts serviteurs à la Russie impériale. Moura et Johann von Benckendorff s'établissent à Saint-Pétersbourg et dans le domaine familial des Benckendorff au château de Jendel à Jendel dans le gouvernement d'Estland (Wierland occidental), aujourd'hui Jäneda en Estonie. Le jeune comte devient en 1912 second secrétaire de l'ambassade russe à Berlin. Il est assassiné à Jendel en 1919 par l'un de ses paysans estoniens, alors que l'aristocratie allemande, même si elle avait combattu dans les rangs de l'armée impériale russe contre l'Empire allemand, subissait une vague de jacqueries dans la nouvelle république estonienne et fut en grande partie expropriée de ses domaines par le nouveau régime et expulsée.
La jeune comtesse a des liaisons lorsque son mari était au front et elle se retrouve bloquée à Petrograd pendant la Révolution d'Octobre. Lorsque la guerre civile éclate, elle tente de survivre en travaillant comme secrétaire. Elle devient la secrétaire de Maxime Gorki, avec qui elle entretient une relation passionnée. Devenue veuve, elle épouse le baron Nikolaus von Budberg-Bönningshausen, aristocrate germano-balte et joueur, dont elle se sépare rapidement. Elle est déjà fort liée depuis quelques années au diplomate anglais Bruce Lockhart qui est agent secret pour la couronne britannique et qui est arrêté en 1918 par le gouvernement bolchévique avec Sidney Reilly pour avoir projeté de faire assassiner Lénine en 1918.
La baronne Budberg en possession désormais d'un passeport estonien s'installe en 1921 dans la nouvelle république. Elle décide en 1930 de rejoindre sa sœur, Alexandra von Engelhardt, qui avait émigré en Angleterre. Tout en passant des séjours en Estonie, elle s'installe à Londres. Elle a la réputation de travailler pour le MI5 britannique et de servir d'agent double pour les Soviétiques, même si cela ne fut jamais prouvé. Toutefois, les services de renseignement britanniques ne la considèrent pas comme une source suffisamment fiable. Elle devient quelque temps après la maîtresse d'H. G. Wells qui, bien que marié, entretient leur liaison jusqu'à la fin de sa vie. Elle devient un personnage de la scène culturelle londonienne que l'on prise pour ses bons mots et son goût pour le gin.
Moura Budberg est l'auteur, entre autres, du scénario du film Les Trois Sœurs (1970) de Laurence Olivier d'après Tchekhov et de La Mouette (1968) de Sidney Lumet selon le même auteur.
La baronne Budberg est l'arrière-grand-tante de Nick Clegg, chef du parti libéral-démocrate de Grande-Bretagne.
Nina Berberova a écrit une biographie  (Histoire de la baronne Boudberg), ainsi qu'Alexandra Lapierre (Moura, La mémoire incendiée).